# Индиански игри
„Индиански игри“ е български игрален филм (драма) от 1990 година на режисьора Иван Андонов, по сценарий на Марко Ганчев и Виктор Пасков. Оператор е Димко Минов. Музиката във филма е композирана от Кирил Маричков.

## Състав

### Актьорски състав
| Роля                   | Изпълнител                          |
| ---------------------- | ----------------------------------- |
| Борис                  | Христо Шопов                        |
| Ангел                  | Коста Цонев                         |
| Йон                    | Васил Михайлов                      |
| сакатата Илиана Лянуца | Ваня Цветкова                       |
| Лука                   | Емил Марков                         |
| момичето Мариница      | Мариана Станишева                   |
| нямата                 | Лилия Маравиля (като Лили Лазарова) |
| детето, синът на Йон   | Михаил Сандев                       |
| Шаман дядо             | Константин Коцев                    |
| Пишман дядо            | Коваленко Горанов                   |
| Мидолаш                | Николай Урумов                      |
| Керментуш              | Петър Георгиев                      |
| Крачун                 | Стоян Гъдев                         |
| Крачуница              | Надя Тодорова                       |
| Сива баба              | Катя Тодорова                       |
| Черна баба             | Антоанета Бобчевска                 |
| Бяла пеперуда          | Живка Ганчева                       |
| Баджанак               | Панайот Янев                        |
| 07 с мустаци           | Огнян Каменарски                    |
| 07 без мустаци         | Николай Янев                        |

### Творчески и технически екип
| Режисьор                                                             | Иван Андонов                                                                                                   |
| Сценарий                                                             | Марко Ганчев Виктор Пасков                                                                                     |
| Оператор                                                             | Димко Минов |
| Художник                                                             | Мария Иванова                                                                                                  |
| Костюми                                                              | Росица Енева                                                                                                   |
| Грим                                                                 | Иванка Гюмова                                                                                                  |
| Музика                                                               | Кирил Маричков                                                                                                 |
| Звук                                                                 | Иван Венцеславов                                                                                               |
| Монтаж                                                               | Албена Катеринска                                                                                              |
| Редактор                                                             | Силвия Николова                                                                                                |
| Директор                                                             | Иван Петков |
| Втори режисьор                                                       | Лилия Станишева                                                                                                |
| Втори оператор                                                       | Илия Вучков |
| Втори художници                                                      | Екатерина Момчилова Пенчо Петков                                                                               |
| Асистент-режисьор                                                    | Мариана Карчева                                                                                                |
| Асистент-оператори                                                   | Енико Касабов Емил Димитров                                                                                    |
| Асистент-монтажисти                                                  | Жанет Кръстева София Борнарска                                                                                 |
| Скриптър                                                             | Захарина Гривева                                                                                               |
| Оператор на фокуса                                                   | Павел Калинчев                                                                                                 |
| Фотограф                                                             | Красимир Арабаджиев                                                                                            |
| Тонтехници                                                           | Цветан Марков Георги Владички                                                                                  |
| Реквизит                                                             | Лука Бистреков Христо Петров                                                                                   |
| Гардероб                                                             | Тодорка Филипова                                                                                               |
| Осветление                                                           | Веселин Антонов                                                                                                |
| Декор                                                                | Ангел Величков                                                                                                 |
| Цветен четец                                                         | Евгения Якимова                                                                                                |
| Комбинирани снимки                                                   | Тотьо Начев |
| График                                                               | Борислав Икономов                                                                                              |
| Фотонабор                                                            | Елка Димитрова                                                                                                 |
| Административна група                                                | Евгения Манолова Любомир Анев Людмил Милков Веселин Байрамов Ангелина Бончукова                                |
| Долби инженер                                                        | Александър Бъчваров                                                                                            |
| Текст на песента                                                     | Марко Ганчев                                                                                                   |
| Песента изпълнява                                                    | Вили Кавалджиев                                                                                                |
| Записите на музиката са направени в студиото на „Балкантон“ от екип: | Тонрежисьор: Васил Стефанов Тонинженер: Момчил Момчилов Тоноператор: Калин Мицов                               |
| Производство                                                         | Българска кинематография Студия за игрални филми „БОЯНА“ Творчески колективи „ХЕМУС“ и „64“ /Copyright © 1990/ |